# Беньямин, Антон
Антон Беньямин (латыш. Antons Benjamiņš; 1860—1939) — латвийский предприниматель, один из богатейших людей Латвии межвоенного периода, прозванный «королём прессы».

## Биография
Родился 13 июля 1860 года в местечке Мадлиена Лифляндской губернии Российской империи, ныне Огрский край Латвии.
Учился в Вольмарской учительской семинарии Яниса Цимзе в Валке. Работал учителем в Руйиене и Огре, занимался писательством, создав пьесу Miglā («В тумане»). Был женат, имел троих детей.
В 1904 году, после банкротства своего магазина, приехал в Ригу, работал журналистом в немецкой газете Rigasche Rundschau. Затем стал журналистом Rigaer Tageblatt, где между 1904 и 1905 годами познакомился и подружился с Эмилией Элкс, тоже замужней. В 1909 году Эмилия развелась, но у Антона этот процесс затянулся, так как в его семье было трое детей. В 1911 году Эмилия и Антон решили жить вместе. 8 декабря этого же года Эмилия основала собственную газету Jaunākās Ziņas («Последние новости»), где она занималась издательской работой, а Антон стал главным редактором. Их плодотворная совместная деятельность принесла плоды — газета стала процветать.
В 1922 году Антон наконец-то смог получить развод и через несколько месяцев пара поженилась. Воодушевлённые супруги взялись за дело с новой энергией, создавая свою издательскую империю. В 1924 году они начали издавать журнал Atpūta («Досуг»), тираж которого достиг 80 тысяч экземпляров. Супруги Беньямин сколотили неплохое состояние, что позволило им в 1928 году купить самый грандиозный частный дом в Риге, принадлежащий торговцу Николаю Элерту Пфабу. В 1928 году Пфаб обанкротился и был вынужден продать своё владение. Особняк был куплен супругами, которые открыли в новом доме популярный литературно-художественный салон, широко известный центр культуры и отдыха журналистов, публицистов и представителей русской и латышской творческой литературной интеллигенции города. Часто на литературные, богемные вечера к Беньяминам приходили министры латвийского правительства, государственные чиновники, сотрудники дипломатических миссий, депутаты Сейма. Здесь стояла скульптура Антона Беньямина, а на стенах висели картины известных латышских и иностранных художников. Кроме этого Беньямины владели летним домом на пляже городе Юрмалы, другими домами в Риге, а также усадьбой Waldeck возле города Кандава.
В 1930-х годах супруги Беньямин владели такой значительной частью рынка прессы в Латвии, что в ходе их визита в Париж они познакомилась с американским медиамагнатом Уильямом Херстом, который поздравил супругов с успешным бизнесом и сказал, что ему хотелось бы иметь такую долю рынка в своей стране, которой владели Беньямины в своей. Эмилия и Антон начали расширять свой бизнес, выходя за рамки издательского. С этой целью во второй половине 1930-х годов они купили десять гектаров промышленной недвижимости в Кекаве, на берегу реки Даугавы, с намерением создать химическое производство для развития цветной фотографии.
С финансовым успехом пришла известность и вырос социальный статус супругов, который они доказали своим делом. Антон и Эмилия вкладывали деньги в банки Швейцарии, Англии и Франции. Широкое распространение доступной прессы способствовало повышению образовательного уровня населения Латвии. На их средства были созданы благотворительные общества, общественные организации, спортивные клубы. Они опекали талантливых молодых актёров, художников и журналистов. Пара Беньямин вошла в список 100 выдающихся людей Латвии. Даже латвийский президент Карлис Улманис, который не был женат в течение 1930-х годов, приглашал Эмилию Беньямин в качестве «первой леди» Латвии.
Антон Беньямин умер 14 мая (по другим данным 14 июня) 1939 года в местечке Valdeķi, ныне Кандавского края Латвии. Был похоронен на Лесном кладбище Риги. Состояние супругов на момент его смерти превышало 60 млн швейцарских золотых франков. По завещанию Эмилия получила 51 % (контрольный пакет) акций их предприятий. Остальное получили его дети, которые пытались оспорить завещание через суд.
С приходом в Латвии к власти советского правительства всё имущество Беньяминов было национализировано. Бывший кабинет Антона с шикарным камином долгие советские годы занимал председатель Союза писателей Латвии Андрей Упит.
Его жена была выслана в Сибирь, где умерла 23 сентября 1941 года от голода и дизентерии в лагере города Соликамск.